# Klaarstroom
Klaarstroom est un hameau situé en Afrique du Sud.

## Géographie
Le hameau est situé au pied des montagnes Swartberg et à l'entrée nord du col du Meiringspoort, au bord de la route nationale N12, entre De Rust et Beaufort-Ouest.

## Historique
Le village s'appelait Pietersburg au dix-neuvième siècle. Il est probable que le nom actuel ait été choisi en référence aux sources d'eau claire qui surgissent de la montagne, car Klaarstroom veut dire « Ruisseau Clair » en afrikaans.
Le village est connu pour ses nombreuses vieilles maisons et bâtiments bien préservés, typiques de l'architecture victorienne du dix-neuvième siècle, dont le commissariat de police (qui a été construit en 1860).
Plusieurs films ont été tournés dans le hameau, dont un classique du cinéma sud-africain, Kootjie Emmer, sorti en 1977 et réalisé par Koos Roets, ainsi que des productions plus récentes.
Une petite école primaire de langue française est située dans le hameau, L'École Française du Karoo.
L'hôtel du village, le Klaarstroom Hotel, a été construit en 1874, et est toujours ouvert de nos jours,.